# Robert Madden
Robert (Bobby) Madden (East Kilbride, 25 oktober 1978) is een Schots voormalig voetbalscheidsrechter. Hij was in dienst van de FIFA en de UEFA tussen 2010 en 2022. Ook leidde hij van 2008 tot 2022 wedstrijden in de Scottish Premier League.
Op 6 juli 2010 maakte Madden zijn debuut in Europees verband tijdens een wedstrijd tussen Birkirkara en Santa Coloma in de voorronde van de UEFA Champions League; het eindigde in 4–3 en de Schotse leidsman trok vijfmaal de gele kaart. Zijn eerste interland floot hij op 7 september 2012, toen Duitsland met 3–0 won van Faeröer. Tijdens dit duel gaf Madden twee gele kaarten.

## Interlands
| Datum            | Plaats                 | Wedstrijd                  | Uitslag | Competitie             | Kreeg geel | Kreeg voor de tweede keer geel en dus rood | Weggestuurd |
| ---------------- | ---------------------- | -------------------------- | ------- | ---------------------- | ---------- | ------------------------------------------ | ----------- |
| 7 september 2012 | Hannover, Duitsland    | Duitsland – Faeröer        | 3 – 0   | WK 2014 kwalificatie   | 2          | 0                                          | 0           |
| 6 september 2013 | Kazan, Rusland         | Rusland – Luxemburg        | 4 – 1   | WK 2014 kwalificatie   | 1          | 0                                          | 0           |
| 13 oktober 2014  | Riga, Letland          | Letland – Turkije          | 1 – 1   | EK 2016 kwalificatie   | 7          | 1                                          | 0           |
| 8 september 2015 | Vaduz, Liechtenstein   | Liechtenstein – Rusland    | 0 – 7   | EK 2016 kwalificatie   | 2          | 0                                          | 1           |
| 13 november 2016 | Loulé, Portugal        | Portugal – Letland         | 4 – 1   | WK 2018 kwalificatie   | 5          | 0                                          | 0           |
| 4 september 2017 | Jerevan, Armenië       | Armenië – Denemarken       | 1 – 4   | WK 2018 kwalificatie   | 4          | 0                                          | 0           |
| 24 maart 2018    | Belfast, Noord-Ierland | Noord-Ierland – Zuid-Korea | 2 – 1   | Vriendschappelijk      | 0          | 0                                          | 0           |
| 7 september 2018 | Vilnius, Litouwen      | Litouwen – Servië          | 0 – 1   | Nations League 2018/19 | 3          | 0                                          | 0           |
| 20 maart 2019    | Wolfsburg, Duitsland   | Duitsland – Servië         | 1 – 1   | Vriendschappelijk      | 0          | 0                                          | 1           |
| 8 juni 2019      | Reykjavik, IJsland     | IJsland – Albanië          | 1 – 0   | EK 2020 kwalificatie   | 4          | 0                                          | 0           |
| 8 september 2019 | Tampere, Finland       | Finland – Italië           | 1 – 2   | EK 2020 kwalificatie   | 6          | 0                                          | 0           |
| 15 oktober 2019  | Boekarest, Roemenië    | Roemenië – Noorwegen       | 1 – 1   | EK 2020 kwalificatie   | 2          | 0                                          | 0           |
| 17 november 2019 | Belgrado, Servië       | Servië – Oekraïne          | 2 – 2   | EK 2020 kwalificatie   | 3          | 0                                          | 0           |
| 3 september 2020 | Ljubljana, Slovenië    | Slovenië – Griekenland     | 0 – 0   | Nations League 2020/21 | 4          | 0                                          | 0           |
| 8 oktober 2020   | Londen, Engeland       | Engeland – Wales           | 3 – 0   | Vriendschappelijk      | 3          | 0                                          | 0           |
| 18 november 2020 | Strovolos, Cyprus      | Armenië – Noord-Macedonië  | 1 – 0   | Nations League 2020/21 | 5          | 0                                          | 0           |
| 8 september 2021 | Pristina, Kosovo       | Kosovo – Spanje            | 0 – 2   | WK 2022 kwalificatie   | 0          | 0                                          | 0           |
| 9 juni 2022      | Attard, Malta          | Malta – Estland            | 1 – 2   | Nations League 2022/23 | 3          | 0                                          | 0           |